# 石英 (1909年)
石英（1909年—1966年），曾用名冯先湜、冯乐陶，男，湖南湘潭人，中华人民共和国政治人物，曾任上海市经济计划委员会副主任、上海市人民委员会财贸办公室主任，上海市人民委员会副市长。